# Аоки, Масахико
Масахико Аоки (яп. 青木昌彦 Аоки Масахико, 1 апреля 1938 — 15 июля 2015) — японский экономист, президент Международной экономической ассоциации в период 2008—2011 гг.

## Биография
Получил степень бакалавра в 1962 году и магистерскую степень в 1964 году в Токийском университете, доктор философии в 1967 году в Миннесотском университете.
Преподавал в университете Киото в 1969—1984 годах, а с 1977 года профессор Киотского университета, а с 1984 года в Стэнфордском университете.
С 1981 года член Эконометрического общества, а с 1967 года член Американской экономической ассоциации.
В 1994 году вице—президент, а в 1995—1996 годах президент Японской экономической ассоциации.
В 2008—2011 годах — президент Международной экономической ассоциации.
С 1987 года главный редактор журнала «Journal of the Japanese and International Economies», а с 1997 года ещё и партнер этого журнала.

## Основные идеи в науке
Масахико вводит понятие Я-фирма, определяет её как коалицию сотрудников и собственников.
Масахико анализирует принципы горизонтальной структуры управления информации и иерархии рангов как системы стимулирования, выступает критиком гипотезы Модильяни — Миллера при анализе японских фирм.

## Награды
За многочисленные заслуги был удостоен следующих наград:
- 1971 — приз Никкей в области экономики за книгу «Экономическая теория организации и планирования»
- 1985 — приз Сантори в области политической науки и экономики за книгу «Кооперативная теория игр фирмы»
- 1990 — приз Японской Академии наук
- 1998 — лауреат премии Шумпетера.